# Fujiwara no Yoritsugu
Fujiwara no Yoritsugu (tiếng Nhật: 藤原 頼嗣, 17 tháng 12 năm 1239 — 14 tháng 10 năm 1256) hay còn gọi là Kujō Yoritsugu (九条 頼嗣), là Tướng quân thứ năm của Mạc phủ Kamakura ở Nhật Bản, nắm quyền từ năm 1244 đến năm 1252.

## Niên biểu các sự kiện xảy ra trong cuộc đời của tướng quân Yoritsugu
Kujō Yoritsugu được sinh ra là con trai của Kujō Yoritsune và Omiya-dono, con gái của Quyền Trung nạp ngôn Fujiwara no Chikayoshi (tức một Trung nạp ngôn tạm thời)
Năm 1244 (năm Kangen thứ 2) vào mùa xuân, một số hiện tượng bất thường xuất hiện trên bầu trời của Kamakura đã khiến cho Kujō Yoritsune vô cùng lo lắng. Đến tháng thứ 4, Yoritsugu được tổ chức một buổi lễ mừng tuổi khi ông vừa tròn 6 tuổi. Cũng trong tháng đó, Yoritsune dâng biểu cho Thiên hoàng Go-Saga, xin được từ quan chức vị tướng quân để ủng hộ cho con trai là Kujō Yoritsugu lên kế vị thay mình.
Năm 1245 (năm Kangen thứ 4, tháng 7) Yoritsugu phải kết hôn với con gái của Hōjō Tsunetoki là Hiwada-hime. Lúc đó Yoritsugu chỉ mới 7 tuổi còn con gái của Tsunetoki đã 16 tuổi (năm 1247 thì Hiwada-hime qua đời vì lý do không rõ). 
Năm 1251 (năm Kenchō thứ 3), chính quyền Mạc phủ Kamakura cáo buộc Yoritsugu và những người khác có liên quan đến cuộc nổi loạn của một tu sĩ Phật giáo với pháp danh là Ryogyo, buộc chính quyền Mạc phủ lúc này đứng đầu bởi shikken có nên phế truất chức vị Tướng quân của Yoritsugu hay không.
Ngày 31 tháng 3 năm 1252 (năm Kenchō thứ 4 ngày thứ 20 tháng 2), Mạc phủ Kamakura đưa Thân vương Munetaka lên làm Chinh di Đại Tướng quân thay cho Yoritsugu, ông là con trai của Thượng hoàng Go-Saga. Cùng ngày, Yoritsugu bị buộc phải thoái vị và bị lưu đày về Kyoto cùng với mẹ mình là Omiya-dono.
Ngày 14 tháng 10 năm 1256 (năm Kenchō thứ 8, ngày thứ 25 tháng 9) Yoritsugu qua đời vì bị bệnh sởi, hưởng dương 16 tuổi.